# Гурри (Кипр)
Гурри (греч. Γούρρι) — деревня, расположенная на юго-западе Кипра в 35 км от столицы острова.

## История
Есть две версии возникновения деревни и её названия.
По первой версии, имя деревне дал клан Куррис, который во время турецкого владения Кипром был основателем деревень вблизи монастыря Махерас, куда уходили местные жители-христиане, спасаясь от преследований.
По второй версии, имя деревне дал феодал Жакоб де Гурри, который владел землями в этих краях во время франкократии. Эта версия ближе к правде, так как есть доказательства существования деревни ещё в 1100 г. н. э.
Как и деревня Лазанья, деревня Гурри имела преимущества, дарованные императором Кипра Мануилом Первым Комнином монастырю Махерас, пока в конце 12 века они не были аннулированы.

## Настоящее время
В данный момент в деревне проживает около 300 человек (по данным 2001 года — 225 человек)
В деревне есть несколько ресторанов и магазинов. В деревне действует муниципальные совет.

## Достопримечательности
Церковь святого Георгия, построенная в конце 19 века, стены церкви украшают иконы, датируемые серединой XVIII века.
В деревне есть природная тропа, длиной 2 километра, которая ведет к 8-метровому водопаду Маврициос.